# 刘晋 (1908年)
刘晋（1908年—1995年12月19日），原名张本固，男，河南临颍人，中华人民共和国政治人物，曾任中共沙市市委书记:9、湖北省工业部部长、交通部（厅）部长、湖北省人民委员会副省长，湖北省人大常委会副主任等职。